# Trentepohlia (Neomongoma) mesonotalis
Trentepohlia (Neomongoma) mesonotalis is een tweevleugelige uit de familie steltmuggen (Limoniidae). De soort komt voor in het Neotropisch gebied.